# Antoni Maria Sbert
Antoni Maria Sbert i Massanet (Palma de Mallorca, España, 1901 – Ciudad de México, México, 1980) fue un político de Mallorca, España, establecido en Cataluña.

## Biografía
En 1918 se trasladó a Madrid para estudiar, participó en los programas de reforma educativa y se convirtió en líder estudiantil. Durante la Dictadura de Miguel Primo de Rivera fue líder de los movimientos estudiantiles de oposición al dictador, razón por la cual en 1925 fue expulsado de la Escuela de Ingenieros Agrónomos de Madrid y desterrado en Cuenca. En 1928 creó la Federación Universitaria Escolar de Madrid (FUE), de la que fue presidente en 1928, y en 1929 del Comité Pro Unión Federal de Estudiantes Hispanos. En marzo del 1929 fue detenido y expulsado de la Universidad, lo que provocó graves disturbios y su confinamiento en Mallorca.
El gobierno formado el 30 de enero de 1930 por Dámaso Berenguer para finalizar la Dictadura de Primo de Rivera aprobó al día siguiente de su jura la liberación del líder estudiantil por lo pudo trasladarse a Barcelona. 
Durante su estancia en Barcelona y tras la proclamación de la Segunda República participa en la fundación de Esquerra Republicana de Catalunya, formación con la que fue elegido diputado en las elecciones generales españolas de 1931. Allí fue vicepresidente de la Comisión de Instrucción pública y Bellas Artes e intervino en la discusión del estatuto proyectado para las Islas Baleares, de carácter pancatalanista. En 1932 representó a ERC en la Federación de Izquierdas Republicanas Parlamentarias, creada por Manuel Azaña. Después, en 1933, fue nombrado vocal del Tribunal de Garantías Constitucionales, donde defendió la constitucionalidad de la Ley de Contratos de Cultivo, y en 1935 votó en contra de la condena del presidente Lluís Companys por los hechos del seis de octubre. Fue también director del Instituto de Acción Universitaria y Escolar. 
En junio de 1936 firmó la Respuesta a los catalanes que los intelectuales mallorquines hicieron público después del Mensaje a los mallorquines, que promovía la unión cultural de los territorios de lengua y cultura catalanas, y en noviembre de 1936 firmó el manifiesto de los intelectuales catalanes a favor de la República. Fue uno de los promotores de la expedición de Bayo el 19 de agosto de 1936 en Mallorca, y fue Consejero de Cultura en sustitución de Ventura Gassol (diciembre de 1936 - abril de 1937), y de Gobernación y Asistencia Social (junio de 1937) de la Generalidad de Cataluña. 
Al acabar la guerra civil se exilió en Perpiñán, Francia. En 1939 creó la Fundación Ramon Llull en París y la Residencia de Intelectuales Catalanes en Montpellier, pero la invasión nazi le obligó a trasladarse en México en el barco Nyassa en 1942. Desde México apoyó a la Junta de Liberación Española, trabajó en el Banco de la Propiedad y fue profesor en la Facultad de Ciencias Políticas de la UNAM. También fue uno de los impulsores de la Revista de Catalunya y representó a la Generalidad de Cataluña en el exilio.

## Fondo personal
Su fondo personal se conserva en el Archivo Nacional de Cataluña. El fondo contiene la documentación generada y recibida por Antoni Maria Sbert; destaca, especialmente, la documentación producida en relación con su actividad asociativa y su actividad política relacionada con la Segunda República, con la Generalidad de Cataluña y con el exilio. El fondo también reúne un pequeño volumen de obra original de Antoni Maria Sbert de carácter cultural.